# 黒木なつみ
黒木 ナツミ（くろき なつみ、1984年8月6日 - ）は、女性ファッションモデルである。東京都出身。アイ・エヌ・ジー所属。
血液型はA型。『Domani』(小学館) レギュラーモデル。2児の母。

## 略歴
- 2007年12月号より『PINKY』（集英社）専属モデルとして活動する。
- 2009年7月に2歳上の男性と入籍[2]。2010年5月1日に結婚式を行った[3]。
- 2010年、自らがプロデュースするファッションブランド・yupendi（ユペンディ）を立ち上げる。
- 2011年8月、それまで所属していたG.P.Rからプラチナムプロダクションに移籍。
- 2013年4月5日、第1子となる女児を出産[2][4]。
- 2014年8月6日、自身初の著書となるビューティーブック『Simple Me』（宝島社）を出版[5]。
- 2016年、惠山株式会社よりVicenteのデザイナー兼プロデューサーに就任。
- 2017年、スポーツキュレーションサイト・YOLOのディレクターに就任。
- 2019年より『Domani』（小学館）レギュラーモデルとして活動。
- 2020年、アイ・エヌ・ジーへ移籍。
- 2021年8月、第2子を出産[6]。

## 人物
- 趣味は買い物、音楽鑑賞。
- 特技は茶道、スポーツ全般。
- 5歳上の姉がいる[7]。

## 出演

### 雑誌
- Domani (小学館）レギュラーモデル(2019年-)
- PINKY（集英社）専属モデル（2007年12月号 - ）
- Holla!専属モデル
- ビーズアップ
- sabra
- VoCE
- STREET

### ショー
- 東京ガールズコレクション '09S/S （2009年）
- Cenpa girls collection （2008年）
- 福岡LOVEコレクション '08A/W（2008年）
- 東京ガールズコレクション '08A/W（2008年）
- CECIL McBEE（2007年）

など

### テレビ
- PINKY! on TV（2008年） レギュラー
- 鍵穴（2008年）
- FUTURE TRACKS→R
- 極嬢ヂカラ2（2009年）

など

### ネット配信
- マガシーク（2009年）
- ユニリーバ axe collection（2008年）
- 丸井VAT（2008年）
- 美女の学校（2008年）
- DazzliN'（2008年）
- かわいいをつくる.com（2008年）

など

### ラジオ
- ゴチャ・まぜっ!金スペ（MBSラジオ・2008年）
- 懸賞TVラジオパーソナリティ

など

### カタログ
- 生活雑貨（2009年）
- First Styling（2009年）
- Voi（2008年）
- Chiffon（2008年）
- Rapty（2008年）
- Laymee（2008年）
- DHC（2008年）
- 京都きもの友禅（2008年）
- 着物うらい（2008年）
- エイトレント（2008年）

など